# Yamaha XMax

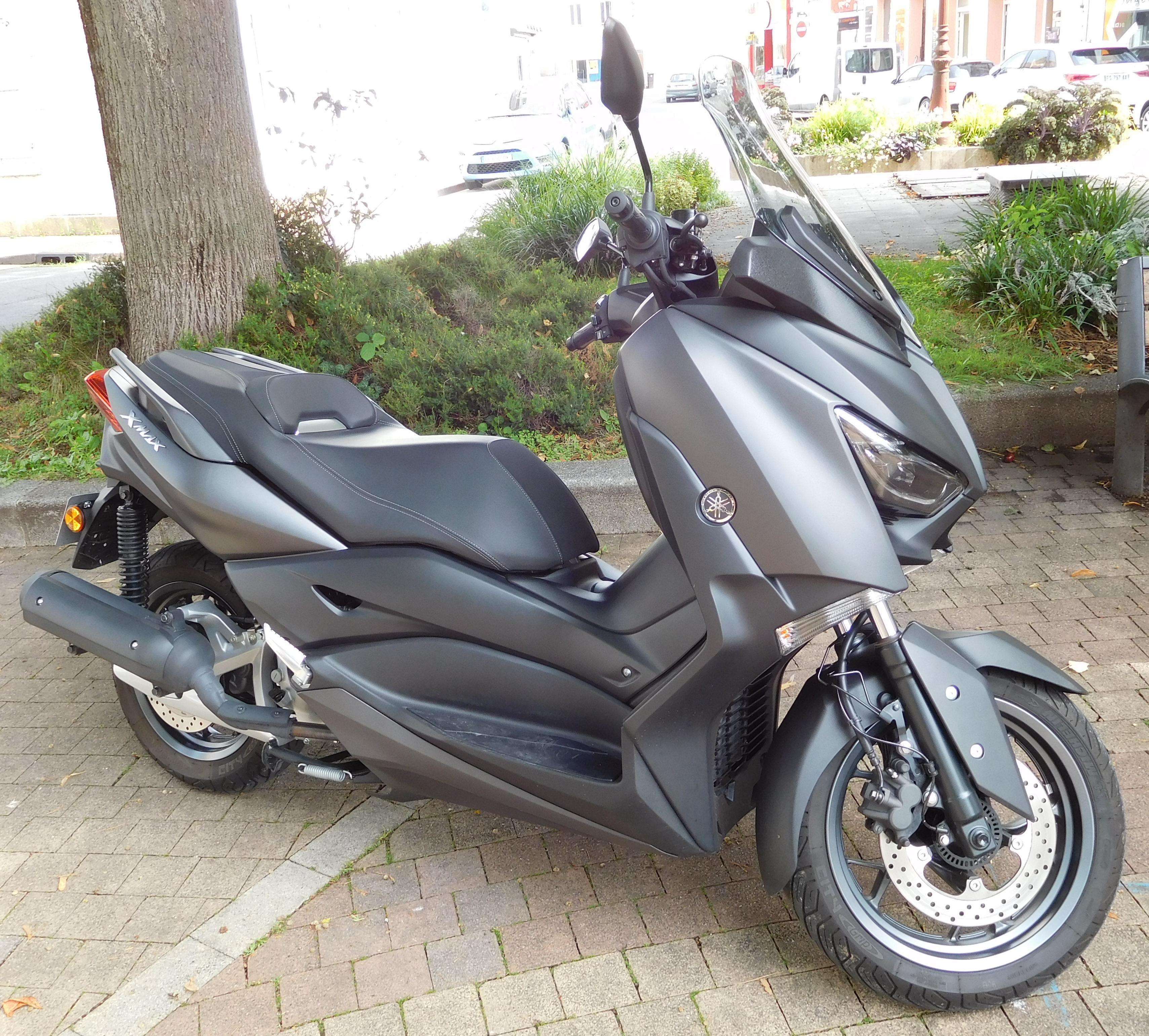
Yamaha XMax 125 de 2020.

Le Yamaha XMax est un modèle de scooter proposé par la firme japonaise Yamaha depuis 2006.
Il se décline en quatre motorisations : 125 et 300, 250 et 400 cm3, les deux dernières n'étant plus commercialisées en 2021. Il connait un fort succès commercial en Europe.
Le Xmax 125 est premier en termes de vente de deux- et trois-roues motorisés en France en 2020 avec 5 658 unités vendues face à son rival le Honda Forza 125 (5 364 unités vendues en 2020).
Il appartient à la catégorie des GT en raison de ses lignes, de sa sportivité ainsi que de son confort.
En 2010, Yamaha commercialise un modèle revu et corrigé pour passer la norme Euro 3, le pare-brise est dorénavant intégré au carénage avant.
En 2013, les modèles 250 et 400 cm3 Euro 3 apparaissent avec un nouvel habillage également pour le 125.
En 2017, Yamaha commercialise le modèle 300 répondant à la norme Euro 4 et modifie la carrosserie.
En 2021, le modèle 125 passe à la norme Euro 5 en accueillant le moteur 124,6 cm3 du Yamaha NMax. Le Xmax 300 passe également à l'Euro 5 avec des performances identiques, et le 400 disparaît.

## Caractéristiques
| Modèle             | 125 cm3                                                     | 125 cm3                                                     | 250 cm3                                                     | 300 cm3                                                     | 400 cm3                                                     |
| ------------------ | ----------------------------------------------------------- | ----------------------------------------------------------- | ----------------------------------------------------------- | ----------------------------------------------------------- | ----------------------------------------------------------- |
| Année              | 2006 - 2021                                                 | 2021 -                                                      | 2007 - 2017                                                 | 2017 -                                                      | 2013 - 2021                                                 |
| Moteur             | monocylindre 4T, refroidissement liquide, 1 ACT, 4 soupapes | monocylindre 4T, refroidissement liquide, 1 ACT, 4 soupapes | monocylindre 4T, refroidissement liquide, 1 ACT, 4 soupapes | monocylindre 4T, refroidissement liquide, 1 ACT, 3 soupapes | monocylindre 4T, refroidissement liquide, 2 ACT, 4 soupapes |
| Cylindrée          | 124,66 cm3 (52 × 58,6 mm)                                   | 124,66 cm3 (52 × 58,6 mm)                                   | 249,7 cm3 (69 × 66,8 mm)                                    | 292 cm3 (70 × 75,9 mm)                                      | 395 cm3 (83 × 73 mm)                                        |
| Puissance maxi     | 10,5 kW (14,3 ch) à 8 750 tr/min                            | 9 kW (12,2 ch) à 8 000 tr/min                               | 14,5 kW (20,1 ch) à 7 500 tr/min                            | 20,6 kW (28 ch) à 7 250 tr/min                              | 23,2 kW (31,5 ch) à 7500 tr/min                             |
| Couple maxi        | 11,33 N m à 6 500 tr/min                                    | 11 N m à 6 250 tr/min                                       | 20,8 N m à 6 250 tr/min                                     | 29,0 N m à 5 750 tr/min                                     | 33,9 N m à 6000 tr/min                                      |
| Mise en route      | démarreur électrique                                        | alterno-démarreur (stop and start)                          | démarreur électrique                                        | démarreur électrique                                        | démarreur électrique                                        |
| Alimentation       | injection électronique                                      | injection électronique                                      | injection électronique                                      | injection électronique                                      | injection électronique                                      |
| Embrayage          | centrifuge                                                  | centrifuge                                                  | centrifuge                                                  | centrifuge                                                  | centrifuge                                                  |
| Boîte              | variateur                                                   | variateur                                                   | variateur                                                   | variateur                                                   | variateur                                                   |
| Cadre              | treillis tubulaire                                          | treillis tubulaire                                          | treillis tubulaire                                          | treillis tubulaire                                          | treillis tubulaire                                          |
| Suspension avant   | fourche télescopique ø 35 mm déb. 110 mm                    | fourche télescopique ø 35 mm déb. 110 mm                    | fourche télescopique ø 35 mm déb. 110 mm                    | fourche télescopique ø 35 mm déb. 110 mm                    | fourche télescopique ø 35 mm déb. 110 mm                    |
| Suspension arrière | 2 amortisseurs réglables déb. 95 mm                         | 2 amortisseurs réglables déb. 90 mm                         | 2 amortisseurs réglables déb. 95 mm                         | 2 amortisseurs réglables déb. 79 mm                         | 2 amortisseurs réglables déb. 110 mm                        |
| Frein avant        | 1 disque ø 267 mm, étrier double piston                     | 1 disque ø 267 mm, étrier double piston                     | 1 disque ø 267 mm, étrier double piston                     | 1 disque ø 267 mm, étrier double piston                     | 2 disques ø 267 mm, étrier double piston                    |
| Frein arrière      | disque ø 240 mm, étrier double piston                       | disque ø 240 mm, étrier double piston                       | disque ø 240 mm, étrier double piston                       | disque ø 245 mm, étrier double piston                       | disque ø 267 mm, étrier double piston                       |
| Pneus              | AV : 120/70 x 15 AR : 140/70 x 14                           | AV : 120/70 x 15 AR : 140/70 x 14                           | AV : 120/70 x 15 AR : 140/70 x 14                           | AV : 120/70 x 15 AR : 140/70 x 14                           | AV : 120/70 x 15 AR : 140/70 x 13                           |
| Réservoir essence  | 13 L                                                        | 13 L                                                        | 13 L                                                        | 13 L                                                        | 14 L                                                        |
| Longueur           | 2 210 mm                                                    | 2 185 mm                                                    | 2 210 mm                                                    | 2 185 mm                                                    | 2 190 mm                                                    |
| Hauteur de selle   | 785 mm                                                      | 800 mm                                                      | 785 mm                                                      | 795 mm                                                      | 785 mm                                                      |
| Vitesse maxi       | 120 km/h                                                    | 115 km/h                                                    | 130 km/h                                                    | 140 km/h                                                    | 148 km/h                                                    |
| Poids à sec        | 175 kg                                                      | 166 kg                                                      | 164 kg                                                      | 179 kg                                                      | 195 kg                                                      |

## Ventes
| Pour des raisons techniques, il est temporairement impossible d'afficher le graphique qui aurait dû être présenté ici. |
| [réf. nécessaire] |